# Сънисайд (Сан Франциско)
Вижте пояснителната страница за други значения на Сънисайд.
Сънисайд или Слънчева страна (Sunnyside) е квартал в град-окръг Сан Франциско, щата Калифорния, САЩ. Сънисайд е средноголям квартал разположен северно от магистрала 280. Граничи с кварталите Глен Парк на изток, Миралома Парк на север и Уестуд Парк/Хайлендс на запад. Главната търговска улица е бул. „Монтерей“ в частта си от ул. „Акадия“ до „Риджуд“ авеню, където има малки търговски обекти, ресторанти, кафета и супермаркет Сейфуей. Сънисайдската квартална асоциация е регистрирана през 1975 г.